# Космический легион (роман)
«Космический легион» — фантастический роман американского писателя Джека Уильямсона. Первоначально опубликован по частям в журнале фантастики Astounding Science Fiction. Позднее был отредактирован и в 1947 году опубликован в виде книги издательством Fantasy Press в количестве 2970 экземпляров. Книжный вариант отличается отсутствием обостряющих сюжет концовок частей романа в журнальных выпусках. В 1950 году была опубликована репринтная версия произведения в журнале Galaxy Science Fiction. В 1967 году роман был опубликован в мягкой обложке издательством Pyramid Books. В Британии роман был опубликован в 1977 году издательством Sphere Books. Роман был переведён на немецкий, французский, итальянский и японский языки. Также роман был опубликован в одном томе с остальными произведениями серии.
В романе кратко описывается будущая история человечества и столкновение землян с высокоразвитой инопланетной расой медузиан, пытающихся захватить Землю. Уильямсон использует идею сюжета Александра Дюма о приключениях четырёх товарищей, служащих одной организации. Персонаж романа Жиль Хабибула послужил прообразом для ряда фантастических героев других писателей, в частности Николаса Ван Рийна американского писателя Пола Андерсона.

## Описание сюжета

### Пролог
Пожилой ветеран Джон Дельмар рассказывает своему врачу о странных видениях будущего, посещающих его. Он заявляет, что переживает впечатления различных людей из будущего и на основе этих «воспоминаний» рассказывает доктору об будущей истории. Человечество откроет межпланетные полёты и будет основывать поселения на различных планетах Солнечной системы. Семья его потомков Ульнаров, ставших богатыми магнатами, свергнет земную демократию, провозгласив Пурпурную империю. Её в свою очередь свергнет кучка учёных, провозгласив демократию Зелёного Холла, которую будет охранять Космический легион. Капитану Эрику Ульнару удаётся совершить межзвёздный полёт к звезде Барнарда. Вернувшись, Эрик приносит Земле ужас и гибель… После смерти Дельмара, предсказанной им с точностью до минуты, доктор решает опубликовать его записи.

### Роман
Молодой выпускник Академии Легиона Джон Стар получает очень ответственное задание по охране девушки, обладающей абсолютным оружием под названием АККА. Вместе со своим родственником Эриком Ульнаром Джон Стар летит в уединённый форт на Марсе. Вечером рядом с фортом приземляется инопланетный корабль. Девушка Аладори Антар обвиняет Ульнара в измене и рассказывает Стару, что её предок, политзаключённый Чарльз Антар разработал теорию и собрал устройство, с помощью которого не выходя из камеры уничтожил охрану и вынудил отречься императора. Теперь его потомки являются хранителями этой тайны. Ночью таинственное существо убивает командира гарнизона. По приказу Ульнара Стар берёт под стражу троих верных людей Аладори: легионеров Джея Калама, Хала Самду и Жиля Хабибулу. Стар разоблачает Ульнара, тот заявляет о своём намерении свергнуть демократию при помощи своих союзников-медузиан с Убегающей звезды и увозит Аладори на инопланетном корабле своих союзников. Прибывший корабль Легиона увозит Стара и тройку легионеров.
Командующий Легионом Адам Ульнар предлагает Пурпурный трон Стару, но тот отказывается. Ему и его товарищам удаётся бежать из тюрьмы и захватить флагман Легиона «Пурпурную мечту» вместе с самим Адамом Ульнаром. Они отправляются на Убегающую звезду, чтобы спасти Аладори. Адам Ульнар вступает в переговоры с медузианами и понимает, что они обманули Эрика и хотят захватить всю Землю. Корабль падает в море чужой планеты. Четвёрка отважных легионеров всплывает со дна, оказавшись с голыми руками. Они пересекают Чёрный континент, проникают в город медузиан и спасают Аладори. Для сборки аппарата ей нужен кусок железа, которого нет на планете. Джон Стар снова захватывает «Пурпурную мечту», герои возвращаются обратно на Землю, разрушенную газовыми бомбами медузиан. Аладори собирает своё оружие и уничтожает флот медузиан и базу захватчиков на Луне, вместе с самой Луной. Зелёный Холл поручает её дальнейшую охрану Джону Стару.

## Критика
Брайан Олдисс и Дэвид Уингроув отметили, что Уильямсон создавал и гораздо лучшие работы, приравняв «Космический легион» к эпическому шоу жанра Gosh-wow!, «грохочущему на раздвоеных пятках Эдварда Смита». Эверетт Ф. Блейлер, отметив «стилистические и сюжетные проблемы романа …особенно раздражающие характеристики трёх мушкетеров и Джона Ульнара» заключил что роман написан с большой энергией и воодушевлением, что делает его одним из лучших среди ранних космических опер.